# گردنه دیزین
گردنه دیزین، نام گردنه‌ای در میان استان‌های تهران و البرز در ایران است. این گردنه که بلندترین نقطه جاده آسفالته میان شمشک و دیزین با بلندی ۳۲۷۲ متر از سطح دریا است، یکی از بلندترین گردنه‌های آسفالته غرب آسیا است.
جاده آسفالته شمشک-دیزین (و نیز گردنه دیزین) از ۱۷ تیرماه ۱۳۹۶ به دلیل نبود ایمنی کافی، به روی خودروها بسته شده است. نزدیک‌ترین دسترسی خودرویی به گردنه دیزین، تا حوالی روستای دربندسر است که پس از آن، جاده با خاک‌ریز بسته است و فقط راه برای پیاده‌ها و نیز دوچرخه‌سواران در دسترس است. از غرب (روستای دیزین) هم جادهٔ پیچ‌درپیچ با چندین پیچ سنجاقی به همان ترتیب بسته بوده و فقط برای گردشگران پیاده و دوچرخه‌سواران باز است.